# أولغا سافرونوفا
أولغا سافرونوفا (من مواليد 5 نوفمبر 1991) هي عداءة كازاخستانية تنافست في سباق 100 متر في دورة الألعاب الأولمبية الصيفية 2012 وتقدمت إلى الدور نصف النهائي. في دورة الألعاب الأولمبية الصيفية 2016، تم إقصاؤها في تصفيات سباقات 100 متر و200 متر وسباق 4 × 100 متر. في بطولة آسيا لألعاب القوى داخل الصالات 2010، فازت بميدالية برونزية في سباق 60 مترًا وميدالية فضية في سباق 4 × 400 متر تتابع. فازت بأربع ميداليات في دورة الألعاب الآسيوية في 2014-2018، اثنتان فرديتان واثنتان في سباق التتابع 4 × 100 متر.
ارتباط أولغا بالمسابقات الرياضية ليس مستغرب إذا تنتمي إلى عائلة رياضية حيث كانت والدتها إيرينا لاعبة حواجز، وشقيقها مكسيم لاعب قفز عالي. تنافس زوجها كونستانتين سافرونوف دوليًا في القفز الطويل.